# سابو
ترانس مايكل برنك (بالإنجليزية: Terrance Michael Brunk)‏ (ولد في 12 ديسمبر 1964) مصارع أمريكي معروف في حلبات المصارعة باسم سابو. اشتهر بأسلوبه الخطير في المصارعة (بالإنجليزية: Hardcore)‏. تدرب على يد أشخاص من اتحادات المصارعة الصغيرة في أمريكا، وكانت بدايته في اتحادات يابانية.
عاد إلى أمريكا ولعب في اتحاد WCW وECW وكان ظهوره لأول مرة في بطولة العالم للمصارعة في 11 سبتمبر 1995 في مباراة ضد اليكس رايت وعاد إلى ECW في النهاية وكان مع عداء مع روب فان دام وتاز. أصيب  في الكثير من المباريات كن ضمنها مبارته مع كريس بنوا سنة 1994 عندما انكسرت رقبته. في عام 2002 وقع مع اتحاد TNA ولعب مع مصارعين أمثال ساموا جو وستينغ وغيرهم. وفي يوم 24 أبريل 2006 ذهب إلى اتحاد WWE وانظم إلى ECW ولعب مع جون سينا في بطولة فنجس ولعب مع ري ميستيريو على بطولة الوزن الثقيل لكنه خسر وغادر الاتحاد في يوم 16 مايو 2007. اتخذ اسم سابو اقتباسًا عن الممثل الهندي سابو داستاجير.